# اصول تجزیه دستگاهی
اصول تجزیهٔ دستگاهی کتابی از داگلاس اسکوگ و دونالدوست با ترجمهٔ ژیلا آزاد است که در سال ۱۳۶۷ منتشر و در مراسم کتاب سال جمهوری اسلامی ایران به‌عنوان کتاب برگزیده معرفی شد.